# Hassanal Bolkiah
Sultán hadži Hassanal Bolkiah Mu'izzaddin Waddaulah (* 15. července 1946 Bandar Seri Begawan, Brunej) je Yang di-Pertuan Negara (hlava státu) a sultán Bruneje.

## Životopis
Narodil se 15. července 1946 v Istana Darussalam (nyní nazývaném Bandar Seri Begawan) v Bruneji jako Pengiran Muda (korunní princ) Hassanal Bolkiah. Vysokoškolské vzdělání získal na Victoria Institution v Kuala Lumpur, poté co byl na Královské vojenské akademie ve Sandhurstu ve Spojeném království.
Po abdikaci svého otce se stal sultánem dne 5. října 1967. Jeho korunovace se konala 1. srpna 1968, čímž stal se Yang di-Pertuan (hlavou státu) Bruneje. Stejně jako jeho otec byl korunován královnou Alžbětou II., jelikož byla Brunej až do roku 1984 protektorátem Spojeného království.
Dne 14. listopadu 1971 odjel do Londýna, aby projednal záležitosti týkající se změn ústavy z roku 1959. Nová smlouva byla podepsána 23. listopadu 1971 s britským zástupcem Anthony Roylem.
Dne 7. ledna 1979 byla mezi Brunejí a Spojeným královstvím podepsána další smlouva. Tato dohoda umožnila Bruneji převzít mezinárodní odpovědnost jako nezávislý stát. Spojené království souhlasilo, že pomůže Bruneji v diplomatických záležitostech. V květnu 1983 britská vláda oznámila, že Brunej bude od 1. ledna 1984 nezávislým státem. Dne 31. prosince 1983 se uskutečnilo masové shromáždění v hlavních mešitách ve všech čtyřech okresech země. O půlnoci 1. ledna 1984 přečetl sultán Hassanal Bolkiah proklamaci nezávislosti. Následně převzal titul „Jeho Veličenstvo“ (po předchozím „Jeho královská Výsost“).
V září 1984 se obrátil na Valné shromáždění OSN se žádostí o přijetí Bruneje do Organizace spojených národů. V roce 1991 představila Brunej konzervativní ideologii nazvanou Melayu Islam Beraja (Malajská islámská monarchie, MIB), která představuje monarchii jako obránce víry. Následně sultán upřednostnil demokratizaci vlády v Bruneji a vyhlásil se za předsedu vlády a prezidenta. V roce 2004 byla znovu zavedena Legislativní rada, která byla rozpuštěna v roce 1962.
V roce 2014 Hassanal Bolkiah obhajoval přijetí islámských šaría trestů, včetně toho, že cizoložství je potrestáno smrtí ukamenováním pouze tehdy, když je prokázáno svědectvím čtyř důvěrných, nestranných a pravdivých svědků. Hassanal Bolkiah také zakázal veřejné slavnosti Vánoc v roce 2015, včetně nošení klobouků nebo oblečení, které připomínají Santa Clause. Zákaz se týká pouze místních muslimů.

## Funkce
Sultán Hassanal Bolkiah je současný Yang di-Pertuan Negara (hlava státu) Bruneje. Podle ústavy Bruneje z roku 1959 je sultán hlavou státu s plnou výkonnou pravomocí, včetně nouzových pravomocí od roku 1962. Je také předsedou vlády a kromě toho ministrem obrany a ministrem financí. Jako ministr obrany je také nejvyšším velitelem Královských Brunejských ozbrojených sil. Je čestným generálem britských a indonéských ozbrojených sil a čestným admirálem loďstva v Britském královském námořnictvu. Stanovil se za generálního inspektora policie (IGP) královského policejního sboru Bruneje.
Za jeho vlády bylo založeno mnoho univerzit a vysokých škol, jejichž se stal kancléřem. Brunejská Darussalamská univerzita byla první univerzitou v zemi; následně v roce 2007 byla založena Islámská univerzita sultána Sharifa Ali (UNISSA). Byly vybudovány také technické a profesní instituce, jako je Brunejská technologická univerzita (UTB), Technická vysoká škola sultána Saifula Rijala a odborné školy.
Kvůli hostování summitů ASEAN byl Hassanal Bolkiah v letech 2001 až 2013 také předsedou Sdružení národů jihovýchodní Asie (ASEAN).

## Zajímavosti
Byl třikrát ženatý. Jeho první manželkou byla jeho sestřenice Pengiran Anak Saleha, také známá jako princezna Saleha, která se později stala Raja Isteri (královnou). Jeho bývalá druhá manželka, Aisha Mariam (bývalá Pengiran Isteri), byla letuškou národního dopravce Royal Brunei Airlines. V roce 2003 se s ní rozvedl a byly jí odebrány všechny královské tituly. V srpnu 2005 si vzal bývalou malajskou televizní moderátorku Azrinaz Mazhar Hakim, která je o 33 let mladší než sultán. Rozvedli se v roce 2010 a stejně jako Aishe Mariam jí byly odebrány všechny tituly, vyznamenání a pravidelný měsíční příspěvek. Se svými třemi manželkami má Hassanal Bolkiah pět synů a sedm dcer.
Byl zařazen mezi nejbohatší lidi světa. Společnost Forbes odhadla v roce 2008 jeho celkové čisté jmění na 20 miliard amerických dolarů. Jeho hlavní rezidence Istana Nurul Iman má 1800 pokojů a je považována za největší soukromou rezidenci světa. Po králi Karlovi III. je sultán druhý nejdůležitější současný monarcha na světě.
Je vášnivý sběratel aut. Jeho palác má podzemní garáž, kde královská rodina udržuje sbírku s více než 100 vozy. V minulosti vlastnil jednu z největších soukromých automobilových sbírek na světě s asi 2500 auty.
Dne 5. října 2017 oslavil své zlaté jubileum, 50. rok ve funkci sultána Bruneje.

## Vyznamenání
- čestný společník Řádu svatého Michala a svatého Jiří – 7. srpna 1968
- čestný rytíř velkokříže Řádu svatého Michala a svatého Jiří – 29. února 1972[1]
- čestný nositel Řádu říšské koruny – Malajsie, 9. července 1980[2]
- velkokříž s řetězem Řádu chryzantémy – Japonsko, 3. dubna 1984
- Velký řád Mugunghwa – Jižní Korea, 6. dubna 1984
- Řád hvězdy Indonéské republiky I. třídy – Indonésie, 22. října 1984
- Řád Ománu I. třídy, civilní divize – Omán, 15. prosince 1984
- řetěz Řádu Nilu – Egypt, 17. prosince 1984
- Řád al-Husajna bin Alího – Jordánsko, 19. prosince 1984
- Řád válečníků vojenských sil – Malajsie, 29. října 1986
- Řád al-Chalífy – Bahrajn, 24. dubna 1988
- Řád Sikatuna – Filipíny, 29. srpna 1988
- řetěz Řádu Muhammada – Maroko, 16. září 1988
- Řád Rajamitrabhorn – Thajsko, 31. října 1988[3]
- Řád Temasek I. třídy – Singapur, 12. února 1990
- Vojenský řád za vynikající službu – Singapur, 12. února 1990
- Řád Pákistánu – Pákistán, 18. září 1992
- čestný rytíř velkokříže Řádu lázně – Spojené království, 4. listopadu 1992[1]
- velkokříž Řádu čestné legie – Francie, 12. února 1996
- Filipínská čestná legie – Filipíny, 5. března 1998
- velkokříž speciální třídy Záslužného řádu Spolkové republiky Německo – Německo, 30. března 1998
- řetěz Řádu Badru – Saúdská Arábie, 3. ledna 1999
- rytíř Řádu Serafínů – Švédsko, 1. února 2004
- Řád knížete Jaroslava Moudrého I. třídy – Ukrajina, 8. března 2004
- Řád za zásluhy I. třídy – Ukrajina, 24. března 2011
- velkokříž Řádu nizozemského lva – Nizozemsko, 21. ledna 2013
- řetěz Řádu Mubáraka Velikého – Kuvajt, 20. května 2015